# Думісані Дламіні
Думісані Дламіні (eng.Dumisani Dlamini. нар. 23 жовтня 1963 р.) — актор, продюсер. Національність Зулу.
Став відомим, завдяки ролі крокодила в музично-драматичному фільмі Сарафіна. Також став продюсером трилера Барабан. Крім своєї кар'єри, Дламіні є батьком відомої співачки, автора пісень та репера Амалії Ратни Занділе Дламіні, також відомої як Доджа Кет.
Був номінований на премію Джеффа 1995 року за хореографію для «Номатемби» в Steppenwolf Theatre Company в Чикаго, Іллінойс.

## Родина
Актор одружився, коли приїхав в Сполучені Штати Америки на тур «Сарафіна!». Дружина Дебора Елізабет Сойєр є професійним художником та актрисою. Вона малює в основному за допомогою воску, масла і гуаші..
Саме за час зйомок актори познайомилися, закохалися і вирішили створити сім'ю. Від шлюбу вони мають доньку, Доджу Кіт. Подружжя планувало переїхати до ПАР, однак шлюб розпався.